# Stade Figueira de Melo
Pour les articles homonymes, voir Figueira.
Le Stade Figueira de Melo (en portugais : Estádio Figueira de Melo), également connu sous le nom de Stade Ronaldo Luis Nazário de Lima (en portugais : Estádio Ronaldo Luis Nazário de Lima) ou encore de Figueirinha, est un stade de football brésilien situé à São Cristóvão, un quartier de la ville de Rio de Janeiro.
Doté de 8 000 places et inauguré en 1916, le stade sert de domicile pour l'équipe de football du São Cristóvão FR.

## Histoire
Le stade porte le nom du nom de la rue dans laquelle il se trouve, la Rue Figueira de Melo.
Le premier match officiel à se tenir dans le stade a lieu le 23 avril 1916, lors d'un match nul 1-1 entre São Cristóvão FR et Santos.
En 2013, le stade est renommé Stade Ronaldo Luis Nazário de Lima en hommage à Ronaldo, footballeur formé au club de São Cristóvão FR.